# Cabinet des Modes

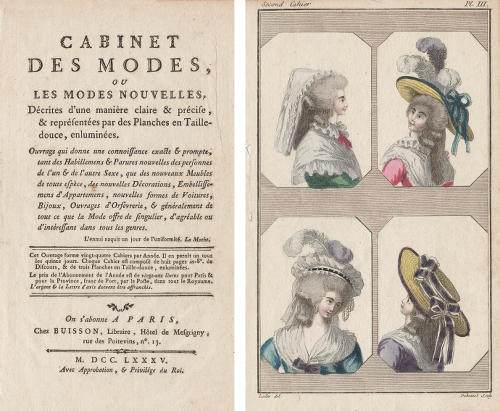
Cabinet des Modes, 1785.

Cabinet des Modes var en fransk modetidskrift som gavs ut i Paris mellan 1785 och 1793.  Den hette initialt Cabinet des Modes och från 1786 Magasin des modes.  Den utgavs regelbundet i form av både text och illustrationer, och erkänns allmänt som Europas (och världens) första egentliga modetidning.

## Historik
Den föregicks av Galerie des Modes et Costumes Français. Tidningen visade utöver mode även möbler. Den har betecknats som en pionjärtidskrift för att informera den framväxande medelklassen och andra personer som inte var födda och uppfostrade i överklassen om etiketten kring hur en person bör klä sig, uppträda och allmänt visa stil, och därmed hade en viss demokratiserande effekt. Den representerade också ett nytt framväxande ideal som var nytt vid denna tid, och handlade om att olika typer av kläder bör bäras vid olika tillfällen, medan överklassens kläder (och därmed modekläderna) tidigare inte hade skilt sig åt ifråga om vardag och fest. Den hade även utländska köpare. 
Den avbröts under skräckväldet och följdes efter skräckväldet av Journal des dames et des modes.
Den följdes av Journal des Luxus und der Moden (1786-1827) i Tyskland, Giornale delle Dame e delle Mode di Francia (1786-1794) i Italien och Gallery of Fashion (1794-1803) i London, och därmed kan modetidningen sägas ha fått sitt internationella genombrott.

## Bilder

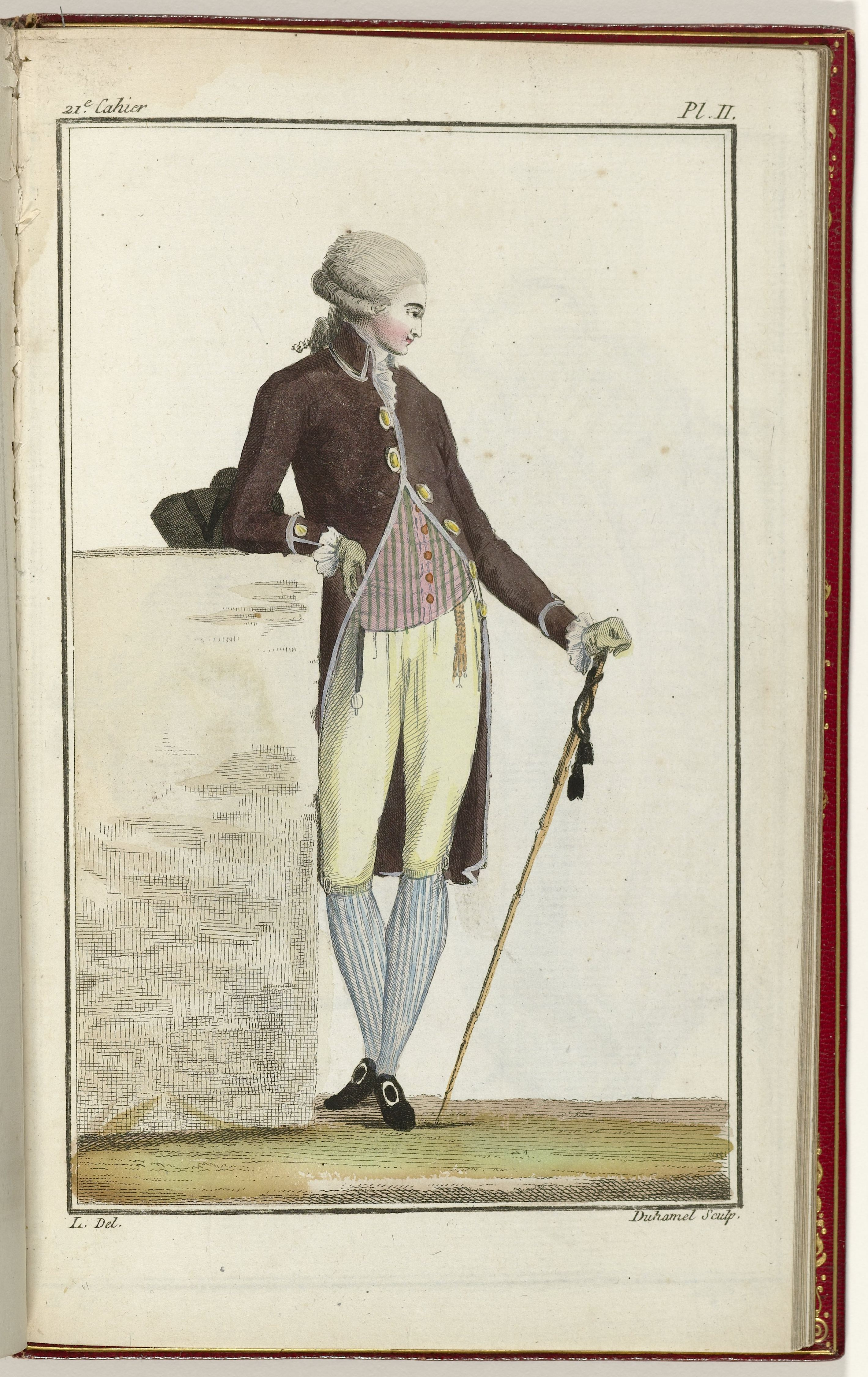
Cabinet des Modes ou les Modes Nouvelles, 15 Septembre 1786.
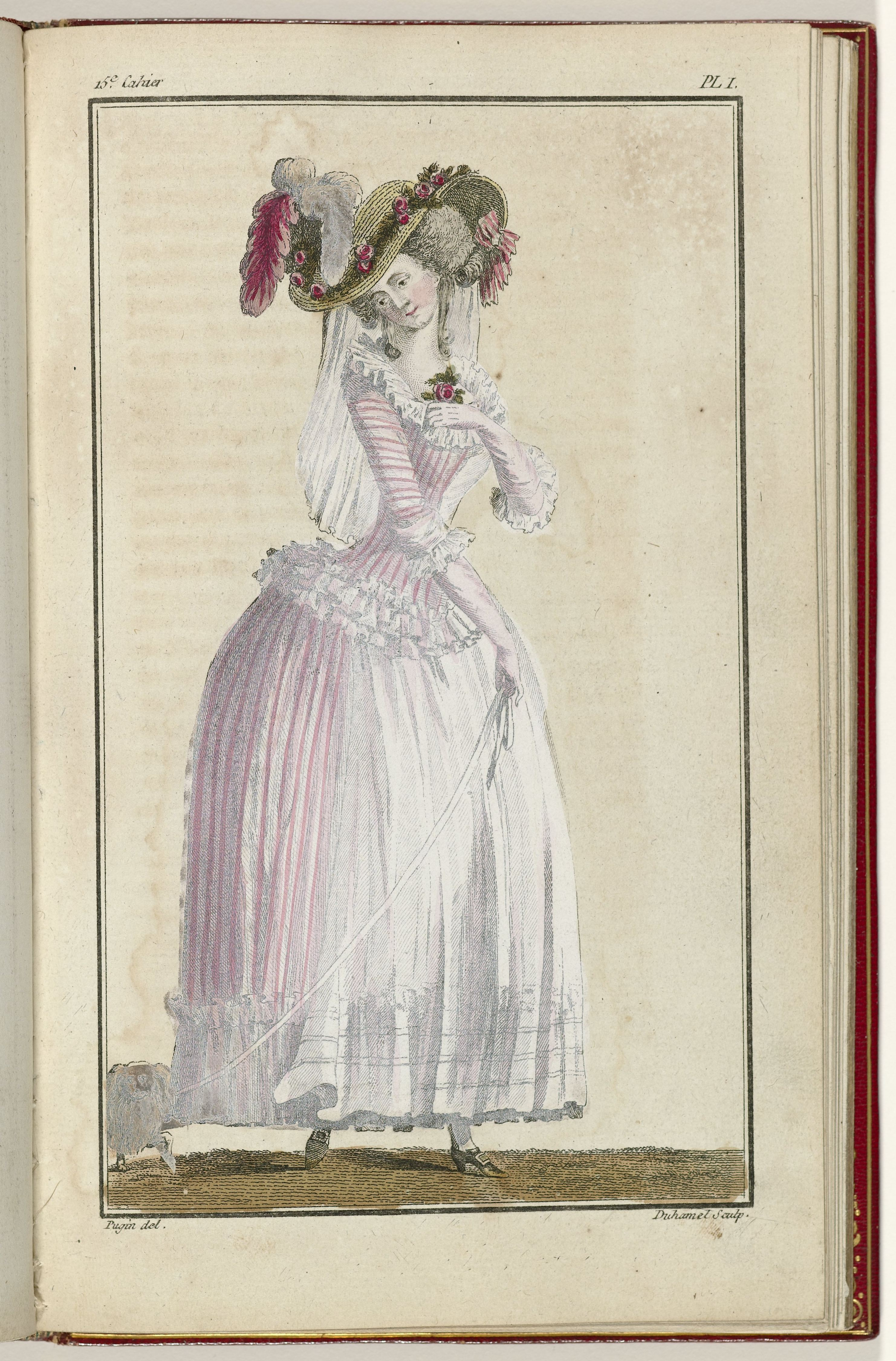
Cabinet des Modes ou les Modes Nouvelles, 15 Juin 1786, pl. I, BI-1959-529-28
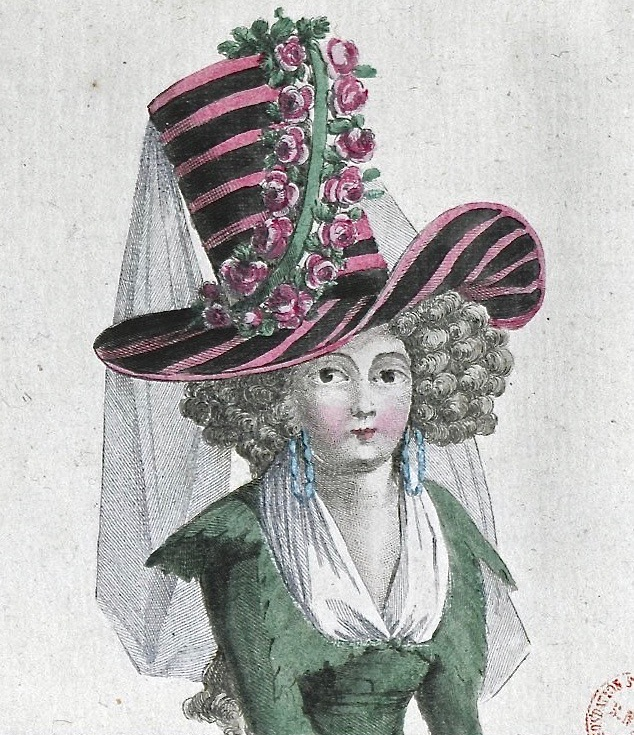
Magasin des modes nouvelles françaises (-1...) bpt6k1025111d
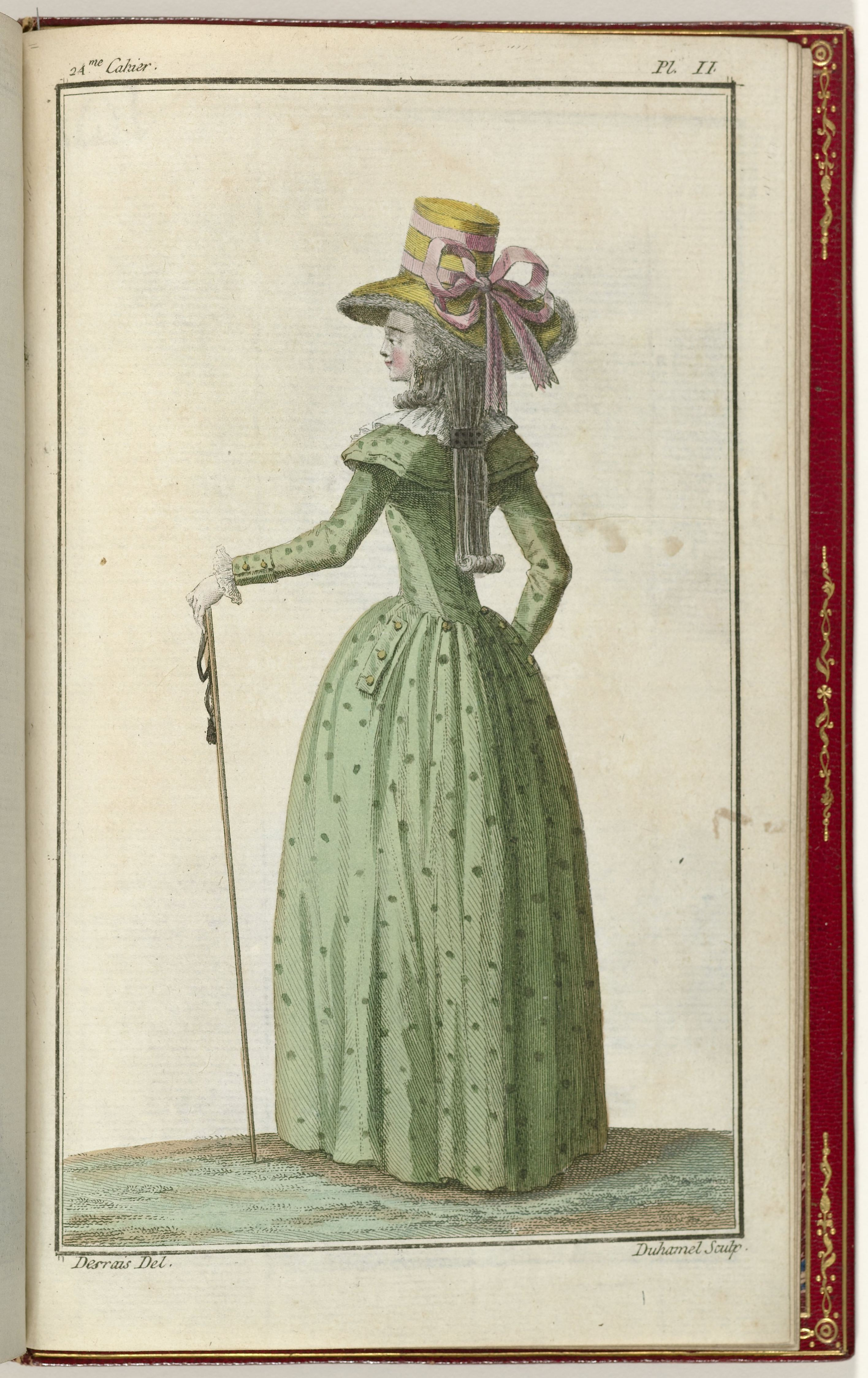
Cabinet des Modes ou les Modes Nouvelles, 1 Novembre 1786, pl. II, BI-1959-529-55